# Iàrskoie (Bélgorod)
|  | Per a altres significats, vegeu «Iàrskoie». |

Iàrskoie - Ярское (rus) - és un poble de l'óblast de Bélgorod, a Rússia. El 2010 tenia 745 habitants. Pertany al districte (raion) de Novi Oskol.